# بابات کیه؟
بابات کیه؟ (انگلیسی: Who's Your Father) یک فیلم کمدی به کارگردانی لوپینو لین است که در سال ۱۹۳۵ منتشر شد.

## بازیگران
- لوپینو لین
- پیتر هدون
- جین کنت
- پیتر گاثورن
- جیمز فینلیسون
- جیمز کارو